# گمینا چارنا بیاووستوتسکا
گمینا چارنا بیاووستوتسکا (به لهستانی:  Gmina Czarna Białostocka) یک گمینا در لهستان است که در شهرستان بیاوستوک واقع شده‌است. گمینا چارنا بیاووستوتسکا ۲۰۶٫۵۴ کیلومتر مربع مساحت و ۱۱٬۶۹۲ نفر جمعیت دارد.